# گریت نک (دهکده)، نیویورک
گریت نک (دهکده)، نیویورک (به انگلیسی: Great Neck (village), New York) یک روستا در ایالات متحده آمریکا است که در نورت همپستد، نیویورک واقع شده‌است.

## خصوصیات
گریت نک ۳٫۵ کیلومترمربع مساحت و ۹٬۹۸۹ نفر جمعیت دارد و ۳۳ متر بالاتر از سطح دریا واقع شده‌است. در سال ۲۰۰۰، گریت نک از لحاظ درصد جمعیت ایرانی با ۲۱٫۱٪ دومین مکان دارای جمعیت ایرانی در آمریکا بود.